# Spremljevalna matrika
Spremljevalna matrika polinoma z vodilnim koeficientom 1 (koeficient pri najvišji potenci spremenljivke):
{\displaystyle p(t)=c_{0}+c_{1}t+\dots +c_{n-1}t^{n-1}+t^{n}\!\,}
je kvadratna matrika:
{\displaystyle C(p)={\begin{bmatrix}0&0&\dots &0&-c_{0}\\1&0&\dots &0&-c_{1}\\0&1&\dots &0&-c_{2}\\\vdots &\vdots &\vdots &\vdots &\vdots \\0&0&\dots &1&-c_{n-1}\\\end{bmatrix}}\!\,.}
Pogosto se uporablja transponirana matrika zgornje matrike.

## Značilnosti
- Karakteristični polinom in minimalni polinom matrike {\displaystyle C(p)\!\,} je enak {\displaystyle p\!\,}
- če ima polinom {\displaystyle p\!\,} natančno {\displaystyle n\!\,} različnih ničel {\displaystyle \lambda _{1},\dots ,\lambda _{n}\!\,}, potem se lahko matriko {\displaystyle C(p)\!\,} pretvori v diagonalno matriko